# دپ در برابر هرد
جان سی دپ در برابر اَمبر لارا هِرد (CL–2019–2911) یک محاکمهٔ افترا در شهرستان فرفکس، ویرجینیا بود که در ۱۱ آوریل آغاز شد و در ۱ ژوئن ۲۰۲۲ به پایان رسید. مدعی جانی دپ سه مورد افترا در برابر متهم امبر هرد پیش کرد و ۵۰ میلیون دلار خسارت طلب کرد. هرد یک دعوای متقابل علیه دپ تنظیم کرد و با ادعای سه مورد افترا بر اساس اظهارات وکیل سابق دپ خواستار دریافت ۱۰۰ میلیون دلار شد.
دپ و هرد هر دو بازیگرانی هستند که از سال ۲۰۱۵ تا ۲۰۱۷ ازدواج کردند در دسامبر ۲۰۱۸، هرد یک آپ-اد را در واشینگتن پست منتشر کرد که در آن شوهر سابقش را بدون ذکر نام صریح به خشونت شریک جنسی متهم کرد. در تیتر این مقاله آمده بود که هرد «در مخالفت با خشونت جنسی صحبت کرد - و با خشم فرهنگ ما مواجه شد.» هرد در این مقاله نوشت که اولا، «دو سال پیش» او به «یک شخصیت عمومی نماینده آزار خانگی» تبدیل شد، و ثانیاً، او شخصاً «در زمان واقعی می‌دید که چگونه موسسات از مردان متهم به آزار محافظت می‌کنند.» دپ این اتهامات را رد کرد و نویسنده را به آسیب رساندن به شهرت و حرفهٔ خود متهم کرد که باعث شد ضررهای مالی زیادی متحمل شود. در مقابل، هرد از دپ به دلیل اظهاراتی که وکیل سابقش، آدام والدمن در آوریل ۲۰۲۰ به دیلی میل ارائه کرده بود، شکایت کرد؛ اولاً اینکه هرد از «ادعاهای جعلی خشونت جنسی» علیه دپ استفاده کرده‌است. دوم اینکه، هرد و دوستانش «کمی شراب در یک پنت‌هاوس ریختند، محل را به هم ریختند، داستان‌هایشان را درست کردند و با تماس با ۹۱۱ یک حقه را علیه دپ به نمایش گذاشتند.» ثالثاً، اینکه هرد یک «حقه‌بازی» علیه دپ انجام داده‌است.
هیئت منصفه اعلام کرد که عنوان و دو عبارتی که در بالا در مقالهٔ هرد نوشته شده بود، دروغ است و با سوءنیت واقعی ساخته‌شده تا دپ را بدنام کند؛ بنابراین هیئت منصفه به دپ ۱۰ میلیون دلار خسارت جبرانی و ۵ دلار میلیون دلار خسارت جزایی از هرد اعطا کرد. به دلیل محدودیت اعمال شده توسط قانون ایالت ویرجینیا، خسارات جزایی به ۳۵۰٬۰۰۰ دلار کاهش یافت. برای ادعای متقابل هرد، هیئت منصفه دریافت که اولین و سومین اظهارات والدمن افترا آمیز نبوده‌است، اما همچنین حکم داد که بیانیهٔ دوم والدمن در مورد اینکه هرد و دوستانش یک پنت‌هاوس را برای اجرای یک «حقه» به‌هم‌ریخته‌اند، نادرست، افتراآمیز و ساخته‌شده با سوءنیت واقعی است و بنابراین ۲ میلیون دلار خسارت جبرانی به او داده شد اما هیچ خسارت جزایی به هرد از دپ اعطا نشد. سخنگوی او و وکیل او گفتند که هرد قصد دارد به این تصمیم اعتراض کند.

## پیش‌زمینه

### رابطهٔ دپ و هرد
بازیگران جانی دپ و امبر هرد در سال ۲۰۱۲ رابطهٔ خود را آغاز و در فوریهٔ ۲۰۱۵ در لس آنجلس ازدواج کردند. هرد در ۲۳ مهٔ ۲۰۱۶ از دپ درخواست طلاق داد و حکم منع موقت را علیه او گرفت. در پاسخ، دپ مدعی شد که او «سعی دارد با ادعای سوءاستفاده، یک راه حل مالی را برای خودش تضمین کند.» هرد در این مورد در دادگاه طلاق شهادت داده و ادعا کرد که دپ در طول رابطه‌شان، معمولاً در مستی الکل یا مواد مخدر به سر می‌برد و او را به صورت «کلامی و فیزیکی» مورد آزار و اذیت قرار داده‌است. این طلاق با انتشار تصاویری از جراحات ادعایی هرد توسط رسانه‌ها، تبلیغات زیادی دریافت کرد.
توافق در اوت ۲۰۱۶ انجام شد، و طلاق در ژانویهٔ ۲۰۱۷ نهایی شد. دپ و هرد بیانیه مشترکی صادر کردند و گفتند که «رابطهٔ آن‌ها به شدت پرشور و گاه بی‌ثبات بوده اما همیشه به عشق وابسته بوده‌است. هیچ‌یک از طرفین اتهامات نادرستی برای منافع مالی مطرح نکرده‌اند و هرگز قصد آسیب جسمی یا عاطفی وجود نداشت». دپ مبلغ ۷ میلیون دلار به هرد پرداخت کرد که او متعهد شد که به اتحادیه آزادی‌های مدنی آمریکا و بیمارستان کودکان لس آنجلس اهدا کند، که بعداً مشخص شد هرگز انجام نداده‌است. این توافق‌نامه همچنین شامل یک پیمان‌نامه عدم افشا بود که هر یک از طرفین را از بحث عمومی دربارهٔ روابط خود بازمی‌داشت.

### دپ در برابر روزنامه‌های نیوز گروپ
هرد در مهٔ ۲۰۱۶ زمانی که درخواست طلاق و دستور منع موقت علیه دپ را داده بود به‌طور علنی ادعا کرده بود که دپ از او سوءاستفاده کرده‌است. در آوریل ۲۰۱۸، د سان، که توسط روزنامه‌های نیوز گروپ (ان‌جی‌ان) منتشر می‌شود، مقاله‌ای با عنوان «دیوونه شدم! جی. کی. رولینگ واقعاً چطور می‌تونه از این خوشحال باشه، که نقشی رو به جانی دپ، کسی که همسرش رو کتک زده‌است، در فیلم جدید جانوران شگفت‌انگیز داده؟!» در ژوئن ۲۰۱۸، دپ از ان‌جی‌ان، ناشر روزنامهٔ انگلیسی د سان و سردبیر آن دن ووتن به دلیل افترا شکایت کرد. او گفت که می‌خواهد نام خود را پاک کند و ادعا کرد که هرد در مورد سوءاستفاده دروغ گفته‌است و در واقع هرد او را مورد آزار قرار داده‌است. این محاکمه در انگلستان برگزار شد و دپ و هرد هر دو در دیوان عالی دادگستری در لندن شهادت دادند. دپ مدعی شد که در این رابطه، هرد متجاوز اصلی بوده‌است و اینکه او ادعاهای سوءاستفاده را ابداع کرده و در مورد استفادهٔ خودش از مواد مخدر بی‌صداقت بوده‌است. ووتون و ان‌جی‌ان در دفاع از خود، چهارده مورد سوءاستفاده خانگی که ادعا شد توسط دپ انجام شده باشد را ارائه کردند. این محاکمهٔ سه‌هفته‌ای در ژوئیهٔ ۲۰۲۰ در لندن برگزار شد و توجه همگان را جلب کرد. در ۲ نوامبر ۲۰۲۰، قاضی اندرو نیکول در دادگاه عالی حکم داد که دپ پرونده خود را باخته‌است زیرا ۱۲ مورد از ۱۴ مورد ادعاشده توسط ان‌جی‌ان و ووتون «بر اساس استاندارد مدنی ثابت شده‌است». نیکول ادعای دپ مبنی بر اینکه هرد یک «جویندهٔ پول» بود که علیه او «فریبکاری» انجام می‌داد را با این استناد رد کرد، که هرد مدعی شده بود که پس از توافق‌نامه طلاق ۷ میلیون دلاری تمام آن پول را به امور خیریه خواهد کرد. دادگاه ادعای هرد را پذیرفت که ادعاهای او تأثیر منفی بر حرفه و فعالیت او داشته‌است. ۴ روز پس از صدور حکم، دپ از مجموعه فیلم‌های جانوران شگفت‌انگیز: اسرار دامبلدور به درخواست برادران وارنر، کمپانی سازنده آن، استعفا داد. در مارس ۲۰۲۱، دادگاه تجدیدنظر درخواست دپ برای تجدید نظر در این حکم را رد کرد. این پرونده به عنوان آسیبی به حرفه دپ و سرشناسی عمومی برای هرد تلقی شد.

### مقالهٔ هرد در واشینگتن پست
در دسامبر ۲۰۱۸، واشینگتن پست یک آپ-اد نوشته شده توسط هرد را با عنوان: «امبر هرد: من در برابر خشونت جنسی صحبت کردم - و با خشم فرهنگمان مواجه شدم. این باید تغییر کند.» منتشر کرد. در این مقاله، هرد اظهار داشت: «۲ سال پیش، من تبدیل به یک شخصیت عمومی شدم که نماینده آزار خانگی بودم و تمام خشم فرهنگ ما را برای زنانی که در این مورد صحبت می‌کنند احساس کردم […] من این موقعیت نادر را داشتم که ببینم که چگونه نهادها از مردان متهم به سوءاستفاده محافظت می‌کنند.» این مقاله همچنین نوشت: «در سال‌های اخیر، جنبش من هم (Me_Too#) به ما آموخته‌است که چگونه چنین قدرتی [...] در هالیوود [...] کار می‌کند. در هر عرصه‌ای از زندگی، زنان با مردانی روبه‌رو می‌شوند که تحت تأثیر قدرت اجتماعی، اقتصادی و فرهنگی قرار دارند. این نهادها اکنون شروع به تغییر کرده‌اند.»

## محاکمه
در فوریهٔ ۲۰۱۹، دپ از هرد به دلیل مقاله‌نویسی او در دسامبر ۲۰۱۸ در واشینگتن پست شکایت کرد. دپ همچنین بار دیگر مدعی شد که هرد فرد متجاوز در طول رابطه بوده‌است و ادعاهای وی فریبکاری در برابر او است. در اوت ۲۰۲۰، هرد از دپ شکایت کرد و مدعی شد که او «یک کمپین آزار و اذیت از طریق توییتر و [با سازمان‌دهی] دادخواست‌های آنلاین در تلاش برای اخراج او از فیلم آکوامن و لورئال را هماهنگ کرده‌است». محاکمه در دادگاهی در فرفکس در ایالت ویرجینیا برگزار شد، زیرا سرورهای نسخهٔ آنلاین واشینگتن پست در این شهر قرار دارند.

### تحولات پیش از محاکمه
در اکتبر ۲۰۲۰، قاضی پرونده، آدام والدمن، وکیل دپ را پس از افشای اطلاعات محرمانه تحت پوشش یک دستور حفاظتی به رسانه‌ها، از وکالت دپ محروم کرد. پس از صدور حکم در دادخواست دپ علیه سان در ماه بعد، وکلای هرد درخواست رد دعوای افترا دادند، اما قاضی پنی اس. آزکارات به دلیل اینکه هرد در پرونده بریتانیا شاهد بوده، نه متهم، و همچنین به این دلیل که آزکارات، اجازه نخواهد داد عدالت بریتانیا بر عدالت آمریکا تأثیر بگذارد آن را رد کرد. در اوت ۲۰۲۱، یک قاضی نیویورک حکم داد که اتحادیه آزادی‌های مدنی آمریکا (ACLU) باید اسناد مربوط به تعهد خیریهٔ هرد را به این سازمان افشا کند. این سازمان بعداً ۸۶٫۰۰۰ دلار از دپ برای هزینهٔ ایجاد این اسناد درخواست کرد.
محاکمه با انتخاب هیئت منصفه در شهرستان فرفکس، ویرجینیا، در ۱۱ آوریل ۲۰۲۲ آغاز شد بازیگران پل بتانی، جیمز فرانکو و الن بارکین قرار بود شهادت دهند. به گفتهٔ یک منبع نزدیک به تیم حقوقی او، مدیرعامل شرکت تسلا و دوست‌پسر سابق هرد، ایلان ماسک، ابتدا به عنوان شاهد احتمالی ذکر شده بود، اما در نهایت تصمیم گرفت شهادت ندهد.

### بیانیه‌های افتتاحیه
اولین روز محاکمه در ۱۲ آوریل ۲۰۲۲ برگزار شد و وکلا بنجامین جی. چو و کامیل واسکز از طرف دپ اظهارات افتتاحیه کردند. آن‌ها هرد را متهم کردند که برای پیشبرد حرفهٔ خود، اتهامات آزاری در مورد دپ ایجاد کرده‌است، چو همچنین اظهار داشت که هرد این اتهامات را به این دلیل مطرح کرده‌است که دپ درخواست طلاق کرده‌است. آن‌ها استدلال کردند که اگرچه در مقالهٔ ۲۰۱۸ هرد به دپ اشاره‌ای نکرده‌است، اما به‌طور ضمنی مشخص است که به او اشاره می‌کند. چو استدلال کرد که نوشته هرد در آن مقاله («۲ سال پیش، من یک شخصیت عمومی شدم که نماینده آزار خانگی شدم») اشاره‌ای به درخواست او در مهٔ ۲۰۱۶ برای منع بازداشت بود که در آن او ادعا کرد که دپ او را مورد آزار فیزیکی قرار داده‌است. چو دربارهٔ حضور هرد با صورت کبود در انظار عمومی در ۲۷ مهٔ ۲۰۱۶ بحث کرد و او را متهم به صحنه‌سازی جراحت کرد و به این اشاره کرد که دپ از ۲۱ مهٔ ۲۰۱۶ او را ملاقات نکرده بود و شاهدان بلافاصله پس از ۲۱ مهٔ او را با جراحت ندیدند. وکلای دپ، هرد را به «خشونت فیزیکی و پرتاب اشیا» برای جلوگیری از ترک دپ متهم کردند.
در مقابل، وکلای هرد، الین بردهافت و جی. بنجامین روتنبورن، ادعا کردند که دپ در طول رابطه‌شان چندین بار از هرد سوءاستفاده فیزیکی و جنسی کرده‌است، که معمولاً ناشی از اعتیاد او به الکل و مواد مخدر بوده‌است. آن‌ها دپ را متهم کردند که با این شکایت به دنبال «تحقیر هرد، تعقیب او، خراب کردن حرفه‌اش» و تبدیل پرونده به یک «اپرای صابونی» بوده‌است. روتنبورن همچنین استدلال کرد که متمم اول قانون اساسی ایالات متحده آمریکا از حق هرد برای بیان نظرات خود در مقاله محافظت می‌کند، که بیشتر بر بحث گسترده‌ای از خشونت خانگی متمرکز بود و به‌طور خاص نام دپ را ذکر نکرد. او همچنین استدلال کرد که این شهرت دپ را تغییر نداده‌است زیرا اتهامات سوءاستفاده از ۲ سال پیش از انتشار مقاله به اطلاع عموم رسیده‌است و دپ در عوض با مصرف مشروبات الکلی و مواد مخدر حرفهٔ خود را در هالیوود خراب کرده‌است و او را در چشمان استودیوهای فیلمسازی غیرقابل‌اعتماد کرده‌است.

### شهادت ارائه‌شده توسط دپ (شاکی)

#### هفتهٔ ۱

##### کریستی دمبروسکی
نخستین شاهدی که برای دپ شهادت داد، خواهر و مدیر شخصی او، کریستی دمبروسکی بود که شهادت داد دپ پس از اینکه در کودکی توسط مادرشان مورد آزار و اذیت قرار گرفت، قسم خورده بود که هرگز خشونت خانگی را ادامه ندهد. دمبروسکی شهادت داد که دپ در گذشته از مادرش مخفی می‌شد و همچنین مجبور بود در طول رابطه از هرد پنهان شود و اظهار داشت که هر زمان که هرد شروع به دعوا و جنجال می‌کرد او مجبور می‌شد یک اتاق اضافی در هتل را برای دپ رزرو کند. دمبروسکی نگرانی خود را در مورد مصرف الکل و مواد مخدر توسط دپ رد کرد، اما در بازجویی متقابل گفت که او نگران استفاده او از داروهای مسکن تجویز شده بوده‌است.

##### آیزاک باروخ
هنرمند آیزاک باروخ دوست و همسایهٔ دیرینهٔ دپ در طول ازدواجش با هرد، شهادت داد که هرد در مهٔ ۲۰۱۶ به او گفت که دپ تلفنی را به سمت او پرتاب کرده و به او ضربه زده‌است، و باعث شد که «صورتش را بررسی کند» اما هیچ آسیبی دیده نشده بود. باروخ در بازجویی متقابل گفت که هیچ آرایشی روی صورت هرد مشاهده نکرده‌است که بتوان از آن برای پنهان جراحات استفاده کرد، اما همچنین شهادت داد که متخصص استفاده از آرایش نیست. او همچنین گفت که خانواده دپ توسط ادعاهای «تقلبی» هرد مبنی بر آزار خانگی «کاملاً ویران» شده‌اند و گفت: «این عادلانه نیست» و «این کار امبر هرد درست نیست … این دیوانه‌کننده است.» او همچنین به دیدن فیلم‌های دوربین امنیتی از هرد به همراه خواهرش ویتنی شهادت داد، که در آن هرد پس از پرتاب یک مشت ساختگی از سوی ویتنی روی صورتش در حال خنده دیده می‌شد. وکیل دپ استدلال کرد که این تمرینی بود که هرد برای «تظاهر به سوءاستفاده از دپ» انجام می‌داد.

##### براندون پترسون و جینا دیترز
براندون پترسون، مدیرکل شرکت بازسازی کلمبیای شرقی، یک فایل ویدئویی ارائه کرد که صحت تقریباً ۸۰ نوار ویدئویی دوربین مدار بسته از ساختمان را تأیید کرد. سپس وکلای دپ برای شهادت با جینا دیترز، همسر کارمندش استیون دیترز، تماس گرفتند. شهادت او زمانی قطع شد که دوست هرد، ایو بارلو، یک پست اینستاگرامی نوشته‌شده توسط دیترز را به وکیل هرد نشان داد که باعث شد قاضی از دیترز بپرسد که آیا او محاکمه را تماشا کرده‌است یا خیر. دیترز اعتراف کرد که کلیپ‌های ویدیویی را دیده‌است و شهادت او از روی رکورد ثبت شد. وکلای دپ بعداً اشاره کردند که پست اینستاگرام مربوط به ژانویهٔ ۲۰۲۱ است و وکیل هرد را به ارائهٔ اطلاعات نادرست به دادگاه متهم کردند. قاضی متعاقباً بارلو را از حضور در دادگاه به دلیل نقض سیاست عدم استفاده از تلفن منع کرد.

##### کیت جیمز
سپس کیت جیمز، دستیار شخصی سابق هرد، هیئت منصفه را از قبل ضبط کرده بود، که هرد را «جنگ‌طلب و توهین‌آمیز» توصیف کرده و گفت که هرد مکرراً بر سر او تف می‌انداخت و فریاد می‌زد و پیام‌های متنی توهین‌آمیز و «نامنسجم» می‌فرستاد. او شهادت داد که هرد از قارچ‌های روانگردان، اکستازی و کوکائین استفاده می‌کرد و مستعد ابتلا به «اپیزودهای شیدایی بوده … شبیه به که کسی از نوعی داروی آمفتامین استفاده می‌کند. حرکت تند، غیرمنطقی و سازمان‌دهی بیش از حد.» او همچنین شهادت داد که هرد با خواهر خود رفتار بدی داشته‌است.

##### لورل اندرسون
لورل اندرسون، درمانگر دپ و هرد در سال ۲۰۱۵، شهادت داد که در طول ازدواج «سوءاستفادهٔ متقابل» وجود داشته‌است. او هرد اینطور توصیف کرد که از ترس از رهایی باعث شد که خشونت در برابر دپ را آغاز کند و افزود که دپ بیشتر از هرد تلاش کرد خشونت را «کاهش تنش» دهد، اما شهادت داد که این زوج هر دو شروع به درگیری فیزیکی کرده بودند. او همچنین شهادت داد که هم دپ و هم هرد در کودکی توسط یکی از والدین مورد ضرب و شتم قرار گرفته‌اند و دپ را به‌عنوان «خوب کنترل‌شده» در طول دهه‌ها توصیف می‌کند و نسبت به شرکای قبلی خشونت‌آمیز نبوده‌است، اما زمانی که با هرد همراه شده بود، «محور» شده بود. اندرسون اظهار داشت که «اگر هرد احساس بی‌احترامی می‌کرد، شروع به آغاز یک دعوا می‌کرد و این برای او مایهٔ افتخار بود» و اگر دپ «او را رها می‌کرد—تا دعوا را کاهش دهد، او دپ را می‌زد—برای اینکه او دپ را پیش خودش نگه دارد … هرد ترجیح می‌داد که در یک رابطهٔ دعوایی باشد—تا این‌که او را رها کند». او اظهار داشت که در هر دو تصویر و شخصاً کبودی روی هرد را دیده‌است.

##### دیوید کیپر
در یک ورقهٔ استشهاد از پیش ثبت شده، دکتر دیوید کیپر شهادت داد که دپ را مبتلا به اختلال کم‌توجهی - بیش‌فعالی، اختلال دوقطبی، افسردگی، بی خوابی، وابستگی به مواد و رفلاکس مزمن تشخیص داده‌است. کیپر اظهار داشت که چندین سال پیش تلاش کرده‌است—بازیگر اعتیادش به مواد مخدر را سم‌زدایی کند و دپ گفت که «فکر نمی‌کرد بتواند این کار را انجام دهد» و نگران بود که «هیچ وقت بدون داروهایش احساس عادی نخواهد کرد.» کیپر مشاهده خشونت بین دپ و هرد را رد کرد، اما گفت که صحنه را پس از حادثه‌ای در استرالیا در مارس ۲۰۱۵ مشاهده کرده‌است و یک ملک اجاره‌ای را به عنوان «به هم ریخته» توصیف کرده و این‌که «چیزهایی دیده شده که به اطراف پرتاب شده بودند.» او از دیدن خون و شیشه‌های شکسته در خانه تعریف کرد. او پس از این حادثه، دپ را به بیمارستانی در استرالیا همراهی کرد، جایی که گفت در صورتی که دپ از طرح درمان دارویی پیروی نکند، مراقبت‌های خود را متوقف خواهد کرد و گفت که دپ باید برای جراحی «پایدار» باشد. کیپر همچنین شهادت داد که مدتی بعد، دپ به او پیام داد و گفت که او استفاده از آلپرازولام را آغاز کرده‌است و گفت: «من آن‌ها را زیاد مصرف نمی‌کنم، اما درست زمانی که مغزم غرق در این بدگویی و دروغ‌گویی همسرم می‌شود.»

#### هفتهٔ ۲

##### دبی لوید
دبی لوید، که با دکتر کیپر به عنوان پرستار کار می‌کرد، شهادت داد که این رابطه «سمی» بود و هرد با دپ همواره مشاجره می‌کرد. او گفت که در سال ۲۰۱۵ پس از جراحت انگشت دپ به خانهٔ اجاره‌ای دپ در استرالیا رفت و ملک را به‌هم‌ریخته، با نوشته‌های روی دیوارها و تلویزیون ویران‌شده توصیف کرد. او همچنین از جستجوی ملک برای یافتن نوک انگشتِ بریدهٔ دپ توضیح داد.

##### کینان وایات
کینان وایات، تکنسین صوتی دپ از دههٔ ۱۹۹۰، شهادت داد که هرگز شاهد آن نبوده که دپ به کسی آزار رسانده باشد. او در پروازی از بوستون به لس آنجلس بود که در طی آن هرد ادعا کرده که دپ او را مورد آزار داده و این امر را که دپ در حمام هواپیما بر سر هرد فریاد زده یا بیهوش شده‌است را انکار کرد. در عوض، او گفت که هرد در سفر هواپیما به دپ «شانهٔ سرد» می‌داد، و او پس از اینکه وایت تلاش کرد با او صحبت کند، سر او فریاد زد.

##### شان بت
شان بت، نگهبان امنیتی دپ، شهادت داد که او هرگز دپ یا هرد را ندیده بود که نسبت به یکدیگر خشونت‌آمیز باشند، اما گفت که رابطهٔ آن‌ها در نهایت به «مشاهده و مشاجرهٔ مداوم» ختم شد. بت همچنین عکس‌هایی را که در مارس و دسامبر ۲۰۱۵ از مجروحیت دپ گرفته بود به دادگاه ارائه کرد.

##### جانی دپ

###### بازرسی مستقیم
دپ در شهادت خود گفت که «هرگز هرد، یا هیچ زن دیگری را کتک نزده» و از او شکایت کرده‌است — تا نامش را پاک کند و آسیبی که ادعاهای او به حرفهٔ او وارد کرده را جبران کند. او دوران کودکی خود را با مادری بدسرپرست توصیف کرد، و اعتراف کرد که برای مقابله با آسیب‌های دوران کودکی خود، از مواد مخدر به عنوان خوددرمانی استفاده کرده‌است. او اعتیاد به مواد دیگری غیر از اکسی‌کدون را تکذیب کرد و اظهار داشت که هرد میزان «سوءمصرف» خود را «به شدت آراسته» کرده‌است. دپ شهادت داد که هرد اغلب یک «رژهٔ بی‌پایان توهین» را به سمت او شلیک می‌کرد و گفت: «از آن‌جایی که این حوادث به شدت ادامه می‌یابد، من مستقیماً به آنچه در دوران جوانی یادگرفته بودم رفتم، یعنی اینکه خودم را از موقعیت دور کنم—تا بتواند ادامه‌دادن امکان‌پذیر شود، زیرا گوش‌های شما خیلی چیزها را می‌توانند بشنوند و هرگز فراموش نکنند.»
دپ همچنین شهادت داد که هرد او را گاهی اوقات مورد آزار و اذیت فیزیکی قرار می‌داد، و در مورد حوادث خاصی که هرد ادعا کرده بود او خشونت‌آمیز بوده‌است شهادت داد. او خشونت را به دلیل اظهارنظری که هرد در مورد یکی از خالکوبی‌هایش در سال ۲۰۱۳ انجام داده بود را انکار کرد، و ادعا کرد که در حالی که در سال ۲۰۱۴ در باهاما سم‌زدایی می‌کرد هرد داروهای او را که برای کمک به درمان علائم ترک اعتیاد به مسکن‌های تجویزی‌اش صادر شده بود را از او پنهان کرده و مانع دپ در این مورد شده‌است. در طول این حادثه، در یک پرواز هواپیمای خصوصی از بوستون در سال ۲۰۱۴، او شهادت داد که هرد سعی کرده بود دعوا را آغاز کند، اما برای دوری از او خود را در حمام حبس کرد و در نهایت پس از مصرف ۲ مسکن در آنجا به خواب رفت. صداهای ضبط‌ شده برای هیئت داوران پخش شد. در یکی از ضبط‌ها، هرد به دپ می‌گوید: «من به تو مشت نزدم… من توی لعنتی را با مشت زمین ننداختم، فقط داشتم می‌زدمت… تو یک کودک لعنتی هستی… آخه بزرگ شو، جانی. درگیری فیزیکی را من شروع کردم.»
او شهادت داد که این بحث در استرالیا در مارس ۲۰۱۵ پس از گفتگوی هرد با وکیل دپ در مورد امضای قرارداد پس از ازدواج آغاز شد. او گفت که دپ یک بار دیگر خود را در حمام حبس کرد در حالی که هرد «درها را می‌زد و فحاشی می‌کرد و می‌خواست درگیری فیزیکی داشته باشد.» او گفت که از این حادثه مضطرب شده‌است و با نوشیدن ودکا هنگام خروج از حمام دوباره عود کرده‌است. وقتی هرد متوجه شد که او الکل مصرف می‌کند، می‌گوید که او دو بطری ودکا را به سمت او پرتاب کرد و انگشت دست راستش را قطع کرد. او گفت که بعد از این دچار «شکست عصبی» شده‌است. پس از مدتی پنهان در کمد، با خون خود شروع به نوشتن روی دیوارها کرد، «یادآوری‌های کوچکی از گذشته‌مان، که اساساً نشان‌دهندهٔ دروغ‌هایی بود که او به من گفته بود - دروغ‌هایی که او را در آن‌ها افشا کرده بودم.» او گفت که به متخصصان مراقبت‌های بهداشتی استرالیا در مورد علت جراحت حقیقت را نگفته و گفته‌است که «نمی‌خواست او [هرد] را به دردسر بیندازد.» در دسامبر ۲۰۱۵، او اظهار داشت که به‌طور تصادفی هنگام تلاش برای جلوگیری از حملهٔ هرد به او، با سرش به سر هرد ضربه زد — تا او را از جنگ بازدارد و هرد سعی کرده بود تا با لاک ناخن شکستن بینی خود را جعل کند. او علاوه بر این، هرد را متهم کرد که در جریان مشاجره در جشن تولدش در آوریل ۲۰۱۶ به صورت او ضربه زده‌است، و بلافاصله پس از آن در کنار تختش مدفوع انسان را گذاشته‌است.

###### بازجویی متقابل
تحت بازجویی متقابل، تیم حقوقی هرد پیام‌های متنی گرافیکی و خشونت‌آمیزی را که دپ برای هرد ارسال کرده بود و همچنین ضبط‌های ویدئویی و صوتی که طغیان‌های خشمگین و تهدید به خشونت را نشان می‌داد. در یکی از آن‌ها، شنیده می‌شود که هرد می‌گوید «یک هفته پیش از این‌که تو مرا کتک زدی» به رابطه‌شان پایان داده‌است و به دپ می‌گوید «سیگارت را روی شخص دیگری خاموش کن» و او را متهم می‌کند که سیگار روشنی را به سمت او پرتاب کرده باشد. در پیام‌های متنی به هرد و سایر افراد، دپ نشان داده شد که او را یک شخص «هرزه» و «فاحشهٔ کثیف» معرفی می‌کند و می‌گوید که یکی از دعواهایشان آن‌ها را «خیلی دور» برده. دپ در پیامی به بازیگر پل بتانی نوشت: «بیایید امبر را بسوزانیم… بیایید قبل از اینکه او را بسوزانیم غرقش کنیم!!! بعد جسد سوخته‌اش را لعنت می‌کنم—مطمئن شوم که مرده‌است.» دپ اظهار داشت که این پیام صرفاً به مانتی پایتان اشاره دارد. در ضبط دیگری از ژوئیهٔ ۲۰۱۶، دپ از هرد می‌پرسد: «زخم را کجا می‌خواهی باشد؟» هرد پاسخ می‌دهد: «لطفاً پوستت را نبر. لطفاً پوست خود را نبر. چرا باید این کار را انجام بدهم. لطفاً انجامش نده. لطفاً خودت را نبر.»
علاوه بر خشونت، از دپ در مورد چندین پیام متنی و ایمیلی پرسیده شد که به نظر می‌رسد در مورد استفاده افراطی از مواد مخدر و الکل صحبت می‌کند و سوء مصرف مواد خود را به عنوان «هیولا» توصیف می‌کند. دپ اظهار داشت که این پیام‌ها به درستی منعکس کننده استفاده او از مواد نیست و واقعیت را به تصویر نمی‌کشد. همچنین چندین مقاله منفی از او از سال ۲۰۱۴—۲۰۱۸ به دپ نشان داده شد که وکلای هرد ادعا کردند که نشان می‌دهد شهرت دپ قبل از نوشتهٔ هرد آسیب دیده بود. او این مقاله‌ها را «تکه‌های پرطرفدار» خواند و انکار کرد که می‌دانست دیلی میل گزارش داده بود که او در اکتبر ۲۰۱۸، بیش از یک ماه قبل از انتشار نوشتهٔ هرد، از مجموعه دزدان دریایی کارائیب اخراج شده بود.

#### هفتهٔ ۳

##### تارا رابرتز
پس از موضع‌گیری دپ، تارا رابرتز، که در زمان رابطهٔ مدیریت جزیرهٔ خصوصی دپ در باهاما را برعهده داشت، شهادت داد و این امر را رد کرد که او علائم آسیب‌دیدگی را در هرد دیده‌است. او گفت که یک بار دپ را با «نشانی روی پل بینی‌اش» دیده بود و شاهد بود که هرد او را «بازیگر شسته‌شده و پیرمردی تنها و چاق» خطاب کرده بود. هنگامی که رابرتز مورد بازجویی متقابل قرار گرفت، تحمل بالای دپ را برای الکل توصیف کرد و اعتراف کرد که اتفاقی رخ داده‌است که دپ از بانوج خود به پایین افتاده و به صورت درازکشیده در شن‌ها پیدا شده‌است. وکلای هرد ادعا می‌کنند که دپ از هوش رفته‌است. رابرتز همچنین شهادت داد که مدت کوتاهی پس از این حادثه، او ترتیبی داده بود که ۲ فرزند دپ و هرد جزیره را ترک کنند.

##### افسران ادارهٔ پلیس لس آنجلس
سپس شهادت ازپیش‌ضبط‌شده توسط افسران ملیسا سانز و تایلر هادن از اداره پلیس لس آنجلس، که به حادثهٔ مهٔ ۲۰۱۶ میان این زوج پاسخ داده بودند، برای دادگاه پخش شد. هر دو افسر اظهار داشتند که با دیدن هرد هیچ نشانهٔ قابل‌مشاهده از جراحت مشاهده نکردند، علی‌رغم اینکه گفتند او «غرق احساسات» بوده و با آن‌ها «همکاری نمی‌کرد». آن‌ها پس از تشخیص این‌که جرمی مرتکب نشده‌است، محل را ترک کردند. افسر سوم، ویلیام گاتلین، روز بعد شهادت داد که همان شب از پنت‌هاوس بازدید کرده بود اما هیچ نشانه‌ای از جراحت روی هرد ندید و پس از دو دقیقه آنجا را ترک کرد.

##### شانون کوری
دکتر شانون کوری، روان‌شناس قانونی که توسط تیم دپ استخدام شده بود، موضع گرفت و شواهدی را علیه ادعای هرد ارائه کرد که او اختلال اضطراب پس از سانحه (PTSD) ناشی از این رابطه را گرفته‌است. کوری شهادت داد که در مجموع ۱۲ ساعت را در دو جلسه با هرد گذراند و طی آن چندین آزمایش سلامت روان انجام داد. او همچنین سوابق پزشکی هرد و «همهٔ اسناد پرونده» و همچنین اسناد مختلف، ضبط‌های صوتی، عکس‌ها و فیلم‌ها را بررسی کرد. کوری شهادت داد که وقتی از هرد در مورد علائم PTSD سؤال شد، «روایت‌های او به شدت اغراق‌آمیز بود»، طوری که هرد به کوری گفت که او ۱۹ مورد از ۲۰ «علائم اصلی» PTSD را دارد، که کوری اظهار داشت: «این حتی برای افرادی که ناتوان‌کننده‌ترین شکل PTSD را دارند، معمولی نیست». پس از مصاحبه بیشتر با هرد، کوری دریافت که هرد تنها ۳ مورد از ۲۰ «علائم اصلی» PTSD را دارد.
کوری به این نتیجه رسید که هرد دچار اختلال اضطراب پس از سانحه نیست. او در عوض هرد را به اختلال شخصیت مرزی و اختلال شخصیت نمایشی، به‌ویژه بر اساس نتایج او از پرسش‌نامه شخصیتی چندمحوری مینه‌سوتا جلد ۲ تشخیص داد. کوری شهادت داد که اختلال شخصیت مرزی هرد در «بی‌ثباتی» آشکار می‌شود که «با وحشت از رهایی [از دپ] هدایت می‌شود». کوری شهادت داد که افراد مبتلا به اختلال شخصیت مرزی «تلاش‌های مذبوحانه‌ای برای جلوگیری از رهایی» انجام خواهند داد و به نظر می‌رسد که این اختلال «یک عامل پیش‌بینی‌کننده برای زنانی است که علیه شریک زندگی خود اعمال خشونت می‌کنند». کوری گفت: اختلال شخصیت تاریخی با «درام و سطحی بودن» همبستگی دارد.
تحت بازجویی متقابل، وکیل هرد استدلال کرد که کوری برای شهادت استخدام شده‌است—تشخیص دهد که هرد دارای اختلال است. کوری این نظریه را رد کرد و اظهار داشت که تشخیص خود را بر اساس شواهد بنا کرده‌است. کوری اظهار داشت که به این نتیجه نرسیده‌است که رفتار هرد «نشان می‌دهد که ادعاهای او در مورد سوءاستفاده از آقای دپ نادرست است»، و با وجود این‌که کوری به هرد مبتلا به PTSD تشخیص نداده‌است، هرد همچنان ممکن است از اتهاماتش علیه دپ «از نظر روانی آسیب ببیند». کوری به‌طور جداگانه اظهار داشت که به ندرت پیش می‌آید که آزارگران مرد، شریک زن خود را به آزار متهم کنند. کوری توسط وکلای هرد در مورد سوگیری احتمالی، در مورد شام کوری در خانهٔ دپ با دپ و وکیل سابقش، آدام والدمن قبل از استخدام، مورد سؤال قرار گرفت. کوری پاسخ داد که شام بخشی از فرایند مصاحبه بود. کوری همچنین اظهار داشت که هیچ ارزیابی در مورد وضعیت روانی دپ انجام نداده‌است.

##### آلخاندرو رومرو
یک استشهاد از پیش ثبت شده از آلخاندرو رومرو، که به عنوان دربان در ساختمانی که دپ و هرد با هم زندگی می‌کردند، کار می‌کرد در دادگاه نشان داده شد. رومرو زمانی را توصیف کرد که او را به واحد فراخوانده بودند، زیرا هرد گزارش داده بود که صدای خراش روی در را شنیده بود، او واحد را جستجو کرد اما کسی را پیدا نکرد و معتقد بود که این خراش یک سگ بوده‌است. او اظهار داشت که هیچ اثری از جراحت روی صورت هرد ندیده‌است یا آرایشی که آن را بپوشاند. وی همچنین به عدم رضایت خود از دخالت در این پرونده اشاره کرد.

##### ترنس دوگرتی
در یک ویدئو ضبط شده، ترنس دوگرتی، افسر عملیاتی اتحادیه آزادی‌های مدنی آمریکا (ACLU)، شهادت داد که ACLU با «تهیه تصویر، پیش نویس و قرار دادن» مقالهٔ واشینگتن پست در سال ۲۰۱۸ که به هرد اعتبار داده شده بود، دست داشته‌است و هدف این بود که از کمپین فوق‌العاده آکوامن که هرد در آن نقش آفرینی کرد، استفاده کند. دوگرتی همچنین اظهار داشت که این قطعه چندین بار توسط تیم هرد و ACLU ویرایش شده‌است و «بر اساس بررسی پیش‌نویس‌های قبلی مقاله، می‌دانستم که او به جانی دپ و ازدواجش اشاره می‌کند». علاوه بر این، دوگرتی اظهار داشت که از ۳٫۵ میلیون دلاری که هرد متعهد شده بود به ACLU کمک کند، که نیمی از ۷ میلیون دلار طلاق او از دپ بود، تنها ۱٫۳ میلیون دلار در چهار قسط دریافت شده بود که از این میان فقط ۳۵۰۰۰۰ دلار مستقیماً از هرد بود. ۱۰۰۰۰۰ دلار از دپ، ۳۵۰۰۰۰ دلار از صندوق مرتبط با هرد، و ۵۰۰۰۰۰ دلار از حساب گروه ونگارد که گمان می‌رود متعلق به ایلان ماسک باشد، که هرد در آن زمان با او قرار ملاقات داشت. در سال ۲۰۱۹، ACLU متوجه شد که هرد «مشکلات مالی دارد و نمی‌تواند به بقیه تعهدات خود عمل کند.»

##### استارلینگ جنکینز
استارلینگ جنکینز که راننده و نگهبان دپ بود، شهادت داد که در مورد یک حادثهٔ سال ۲۰۱۶ که در آن مدفوعی روی تخت دپ کشف شده بود از هرد دربارهٔ «سورپرایزی که روی تخت رئیس به جا گذاشته‌است» پرسید و هرد اعتراف کرد که این «یک شوخی عملی وحشتناک بود که به اشتباه رفت».

#### هفته چهارم

##### تراویس مک‌گیورن
تراویس مک‌گیورن، بادی‌گارد دپ، در مورد حادثه‌ای در ماه مه ۲۰۱۵ شهادت داد که در آن هرد، دپ را متهم به سوء استفاده از او کرده بود. مک‌گیورن با ادعای هرد مخالفت کرد و اظهار داشت که دپ هرگز به هرد حملهٔ فیزیکی نکرده بود. مک‌گیورن گفت که شاهد بوده‌است که هرد یک قوطی نوشیدنی را به سمت دپ پرتاب کرد که به پشت او خورد. پس از آن هرد یک کیف را به سوی دپ پرتاب کرد اما مک‌گیورن مانع برخورد آن با دپ شد. او همچنین به صورت دپ تف کرد. هر دو دپ و هرد یک بحث پرتنش «کلامی» را رد و بدل کردند. دپ وسایل هرد را به هم ریخته و آن‌ها از پله‌ها پایین انداخت. در نهایت هرد در حالی که مک‌گیورن در کنار دپ بود به دپ مشت زد که در نتیجه صورت دپ متورم و قرمز شد. مک‌گیورن همچنین در طول بازجویی متقابل اظهار داشت که این امر «کاملاً نادرست» است که دپ خواهر هرد را هل داده که باعث شده هرد به او مشت بزند. وقتی تیم حقوقی هرد از مک‌گیورن پرسیدند که آیا دپ «در حالی که می‌خواست با گچ به هرد ضربه بزند، به موهای او دست می‌کشید»، او شهادت داد که دپ هرگز این کار را نکرده‌است. مک‌گیورن به‌طور جداگانه شهادت داد که دپ تحمل بالایی نسبت به الکل و مواد داشت و در زمانی نشئگی کاملاً آرام بود.

##### جک ویگهام
جک ویگهام، نماینده دپ، شهادت داد که مقاله واشینگتن پست ۲۰۱۸ هرد، به عنوان یک «روایت اول شخص از جانب قربانی»، برای زندگی حرفه‌ای دپ «فاجعه‌بار» بود، به طوری که گرفتن یک فیلم استودیویی برای [دپ] غیرممکن شد، چیزی که ما معمولاً روی آن تمرکز می‌کردیم.» دستمزد دپ برای فیلم میناماتا کاهش داده شد و بر اساس یک توافق شفاهی با دیزنی او حدود ۲۲٫۵ میلیون دلار را برای بازی در یک فیلم آینده از مجموعه فیلم‌های دزدان دریایی کارائیب که هرگز محقق نشد، از دست داد. در مقابل، ویگهم شهادت داد که وقتی هرد در ابتدا دپ را به خشونت خانگی در سال ۲۰۱۶ متهم کرد، دپ با اینحال در سال ۲۰۱۷ نقش‌های بازیگری را در فیلم‌هایی مانند شهر دروغ‌ها، قتل در قطار سریع‌السیر شرق و جانوران شگفت‌انگیز: جنایات گریندل‌والد به دست آورد، که دپ در آنها ۳۱ میلیون دلار دستمزد دریافت کرد. تحت بازجویی متقابل، ویگهم شهادت داد که شان بیلی، مدیر اجرایی دیزنی، متعهد به استخدام دپ برای فیلم‌های بعدی دزدان دریایی نبوده‌است، اگرچه جری بروکهایمر، تهیه‌کننده، علاقه زیادی به این فیلم داشت. ویگهام دپ را فردی «مؤدب» با «مهربانی واقعی» توصیف کرد.

##### ریچارد مارکس
ریچارد مارکس، یک وکیل سرگرمی، شهادت داد که مقاله هرد برای حرفه دپ «ویرانگر» بود، زیرا «یک نوع ادعای جنبش من هم (Me_Too#) بود که تعدادی از بازیگران را لغو کرد.» در طول بازجویی متقابل، مارکز بیان کرد که نشریات مختلف مقالاتی در انتقاد از دپ نوشته‌اند. با این حال، مارکز شهادت داد که مقاله، در ادعای سوء استفاده فیزیکی، «چیزی متفاوت» از مقالاتی بود که در مورد عادات مواد مخدر و الکل دپ بحث می‌کرد. مارکز شهادت داد که سایر مقالات انتقادی در مورد دپ «خط پایه بازاری‌بودن دپ را تغییر ندادند». مارکس گفت: علاوه بر این، هالیوود مواد مخدر را می‌پذیرد اما سوء استفاده خانگی را نمی‌پذیرد. مارکس در طول بازجویی متقابل بیان کرد که نشریات مختلف مقالاتی در انتقاد از دپ نوشته‌اند. مارکس همچنین تأیید کرد که دیزنی تمام اسناد مربوط به روابط تجاری آن‌ها با دپ را ارسال کرده‌است اما در این اسناد هیچ اشاره‌ای به آپ-اد هرد نشده‌است.

##### داگلاس بانیا
داگلاس بانیا، یک کارشناس مالکیت معنوی، با استفاده از نمودارهایی که تجزیه و تحلیل او از امتیاز کیو را نشان می‌دهد، که برای اندازه‌گیری دوست‌داشتن افراد مشهور و نتایج جستجوی نام آنها در گوگل استفاده می‌شود، در مورد شهرت دپ شهادت داد. بانیا اظهار داشت که از زمان اتهامات هرد در سال ۲۰۱۶، نتایج جستجو برای دپ بسیار منفی‌تر شده‌است و امتیاز کیوِ او کاهش یافته‌است. او شهادت داد که تحلیل او تلاشی برای متمایز کردن تأثیر شهرت دپ از شکایت او در سال ۲۰۱۸ علیه سان و نوشته هرد نداشت.

##### مایکل اسپیندلر
مایکل اسپیندلر، یک کارشناس خسارات اقتصادی، شهادت داد که دپ دو سال بعد از انتشار مقالهٔ هرد، به دلیل امتناع دیزنی از انتخاب او در دزدان کارائیب دریایی ۶ و فرصت‌های از دست‌رفته در فیلم‌های فیلم‌های غیر فرانچایز، «تقریباً ۴۰ میلیون دلار درآمد از دست داد». تحت بازجویی متقابل، اسپیندلر اظهار داشت که نمی‌تواند تعیین کند که آیا این ضررها به دلیل این مقاله بوده‌است یا خیر.

##### ارین فلاتی
ارین فلاتی، پرستار هرد در طول رابطه‌اش با هرد، در یک ویدئوی از پیش ضبط شده شهادت داد که هرد گاهی اوقات مشکلات خود را با حسادت و ناامنی گزارش کرده بود و «مهارت‌های مقابله‌ای» او شامل «خشم اجباری و فریاد زدن» بود. هرد همچنین به او گزارش داده بود که به الکل و کوکائین اعتیاد دارد، اگرچه او چند سال از مصرف کوکائین خودداری کرده بود. هرد در ادامه به او «سابقه اضطراب، اختلال خوردن، اختلال کم‌توجهی - بیش‌فعالی، اختلال دوقطبی، مسائل هم‌وابستگی و بی خوابی گاه به گاه» را گزارش داد. فلاتی شهادت داد که «یک حس کلی اختلاف در این رابطه وجود داشت… اختلاف نظر، آشتی و تکرار این الگو.» در دسامبر ۲۰۱۵، او هرد را با لبی شکافته دید، اما در غیر این صورت هیچ آسیب دیگری مشاهده نکرد.
دپ و وکلای او بعداً در ۳ مه ۲۰۲۲ پس از ۱۳ روز رایزنی به پرونده خود پایان دادند.

### شهادت ارائه‌شده توسط هرد (متهم)

#### هفته چهارم

##### داون هیوز
اولین شاهد دفاع، دکتر داون هیوز، روانشناس پزشکی قانونی بود که توسط تیم حقوقی هرد استخدام شده بود. هیوز در سال‌های ۲۰۱۹ و ۲۰۲۱ حدود ۲۹ ساعت هرد را ارزیابی کرد و به این نتیجه رسید که گزارش‌ها و سوابق بازبینی‌شده هرد «با آنچه در این زمینه دربارهٔ خشونت شریک جنسی می‌دانیم مطابقت دارد؛ این با خشونت فیزیکی، پرخاشگری روانی، خشونت جنسی، کنترل اجباری و نظارت مشخص می‌شود». هیوز تشخیص داد که هرد به اختلال اضطراب پس از سانحه مبتلا است و گفت که هرد به اختلال شخصیت مرزی و اختلال شخصیت نمایشی مبتلا نیست، که برخلاف شاهد قبلی شانون کوری است. هیوز شهادت داد که هرد چندین «حوادث خشونت جنسی» و «رفتارهای خشونت‌آمیز فیزیکی» توسط دپ را به او گزارش داده‌است. تحت بازجویی متقابل، هیوز با تیم حقوقی دپ موافقت کرد که او در مورد اینکه «آیا ادعاهای خشونت شریک جنسی در مورد دپ صحیح هستند یا خیر، قضاوت نکرده‌است». در عوض، هیوز این عقیده را داشت که «گزارش هرد با آنچه که ما از خشونت شریک جنسی می‌دانیم مطابقت دارد.» هیوز اذعان کرد که هرگز با دپ در این مورد صحبت نکرده‌است، اما گفت که از تجزیه و تحلیل شهادت‌ها، متون و پیام‌ها به این نتایج رسیده‌است. در مورد ادعاهای دپ به تجاوز جنسی به هرد، هیوز در طول بازجویی متقابل اذعان کرد که در تست‌های روان‌شناختی‌اش، هرد در ابتدا «سکس عصبانی» توافقی بدون «نیروی فیزیکی» با دپ داشته‌است. هیوز همچنین شهادت داد که هرد اعتراف کرده‌است که دپ را «چند بار در موارد متعددی» هل داده و به او توهین کرده‌است. او استدلال کرد که این قابل مقایسه با ادعای آزاری نیست که هرد از دپ متحمل شده‌است، و ایجاد یک تصویر کامل از پویایی رابطه کلیدی برای ارزیابی آزار خانگی است، و اظهار داشت: «برای ایجاد یک تصمیم کامل باید تفاوت قدرت و کنترل - و کنترل اجباری - در رابطه بررسی شود.»

##### امبر هرد

###### بازرسی مستقیم
به دنبال هیوز، هرد شهادت خود را آغاز کرد. او شهادت داد که آزار در سال ۲۰۱۲ با توهین و رفتار کنترل‌کنندهٔ دپ آغاز شد و اولین بار در سال ۲۰۱۳، زمانی که او ادعا کرد که به یکی از خالکوبی‌های او خندیده‌است دپ چندین بار به او ضربه زده و این به خشونت تبدیل شد. هرد شهادت داد که دپ عمیقاً حسادت می‌کرد، نمی‌خواست او کار کند و رابطه آن‌ها به «یک دعوای بی‌پایان» تبدیل شده بود. او گفت که دپ به ویژه در هنگام تحت تأثیر الکل یا مواد مخدر مستعد عصبانیت بود و اغلب پس از دعوا ناپدید می‌شد. هرد شهادت داد که وقتی دپ هشیار بود، «به یک مرد باورنکردنی، خونگرم، سخاوتمند و مهربانی که دوستش داشتم برمی‌گشت» و او در این رابطه باقی می‌ماند زیرا می‌خواست باور کند که دپ می‌تواند هشیار بماند. او در طول شهادت به هیئت منصفه تصاویر متعددی از هرد با بریدگی‌ها و کبودی‌هایی که ظاهراً ناشی از سوءاستفادهٔ از دپ بوده نشان داد و شهادت داد که کبودی‌ها را با آرایش پنهان می‌کرد.
هرد شهادت داد که در سال ۲۰۱۳ دعوایی در طول یک سفر آخر هفته بر سر اینکه یک زن نگاهی به هرد انداخته بود، بین او و دپ شکل گرفت و ادعا کرد که در جریان آن از سوی دپ مورد تجاوز جنسی قرار گرفته‌است. او دپ را متهم کرد که لباس و لباس زیر او را قبل از انگشت کردن واژن او پاره کرده و اظهار داشت که «نمی‌دانستم چه کار کنم. فقط آنجا ایستادم.» در یک حادثه در یک پرواز هواپیمای خصوصی در سال ۲۰۱۴، هرد ادعا کرد که دپ او را به داشتن رابطه نامشروعی با همبازی اش جیمز فرانکو متهم کرده و سپس به پشت او لگد زده که باعث افتادن او روی زمین شد. هرد شهادت داد که در حالی که دیگران شاهد این حادثه بودند، هیچ‌کس مداخله نکرد و دپ خیلی زود خود را در توالت هواپیما حبس کرد و از هوش رفت. به هیئت منصفه پیامکی نشان داده شد که در آن دپ اظهار داشت که «دیگر این کار را نخواهد کرد» و بیماری خود را مقصر دانست و همچنین نوار ضبط شده‌ای از زوزه کشیدن دپ در طول پرواز منتشر شد. هرد همچنین مدعی شد که او یکبار دختر دپ، لی‌لی-رز دپ را دلداری داده بود زیرا او از مصرف مشروبات پدرش در هنگام بازدید از قایق تفریحی‌شان ناراحت بود؛ هرد ادعا کرد او پس از آن از سوی دپ به دیوار کوبیده و تهدید به مرگ شده‌است. در حادثه ای دیگر، او ادعا کرد که دپ سگش را از پنجره یک ماشین در حال حرکت آویزان کرده‌است. هرد همچنین شهادت داد که پس از شرکت این زوج در مت گالا، دپ «مرا روی مبل هل داد و در نقطه‌ای به صورتم ضربه زد. من شک داشتم که بینی من شکسته‌است. به یاد دارم که متورم، و سرخ شده بود.» او هنگامی که دپ را به جزیره خصوصی‌اش، جایی که قرار بود سم زدایی کند، همراهی کرده بود، شهادت داد که «او به صورت من سیلی زد.» هرد شهادت داد که در سال ۲۰۱۴ شروع به حضور در ال-انان کرد.
هرد شهادت داد که وقتی آنها در اوایل سال ۲۰۱۵ ازدواج کردند، او از وکیلش خواسته بود تا یک تعهدنامه ازدواج تنظیم کند، اما دپ گفته بود که «تنها راه خروج از این رابطه امر مرگ است» و وکیل را اخراج کرده بود. هرد همچنین شهادت داد که در مارس ۲۰۱۵، دپ در حالی که آنها در استرالیا اقامت داشتند، جایی که او مشغول فیلمبرداری دزدان دریایی کارائیب: مردگان حکایت نمی‌کنند از مجموعه‌فیلم‌های دزدان دریایی کارائیب بود، به او تجاوز جنسی کرد. به گفته هرد، دعوا زمانی شروع شد که دپ، که ده قرص اکستازی خورده بود و او را به داشتن روابط نامشروع با همبازی‌هایش متهم کرد. هرد شهادت داد که دپ پس از پرتاب یک بطری به سمت او چندین بار به او ضربه زده و سپس گردن او را گرفته و با یک بطری شیشه‌ای مشروب در حال فریاد زدن «من از تو متنفرم، تو زندگی لعنتی من را خراب کردی» به او تجاوز کرده باشد. هرد توصیف کرد که از اینکه بطری داخلش شکسته باشد ترس از حرکت کردن داشت و چشمانش به سیاهی می‌رفت. او همچنین ادعا کرد که دست‌ها و پاهایش را بر روی شیشه‌های شکسته روی زمین بریده شد و دپ در حالی که آن را روی صورتش قرار داده بود، تهدید کرده بود که صورتش را با یک تکه شیشه می‌برد. او آسیب رساندن به انگشت دپ را تکذیب کرد و گفت که قبل از این اتفاق یک داروی آرام بخش مصرف کرده و به خواب رفته بود. به دادگاه عکس‌هایی از خسارت وارده به خانه نشان داده شد.
هرد با شهادت در مورد یک حادثه بعدی در مارس ۲۰۱۵، با اظهارات تراویس مک گیورن مبنی بر پرتاب قوطی ردبول به سمت دپ مخالفت کرد، در عوض اظهار داشت که دپ قوطی را به سمت خواهرش ویتنی پرتاب کرده بود که سعی داشت مداخله کند. هرد شهادت داد که پس از اینکه دپ قصد داشت خواهرش را بزند، او را مشت کرده‌است. هرد همچنین در مورد حادثه‌ای در دسامبر ۲۰۱۵ شهادت داد و مدعی شد که دپ «او را کوبیده» و در حالی که فریاد می‌زد که از او متنفر است «با مشتش به پشت سر او» ضربه‌زده‌است. هرد اظهار داشت که او «واقعاً ساکت شده» و فکر می‌کرد که دپ «همین الان او را می‌کشد و حتی متوجه این موضوع نمی‌شود.» او همچنین دپ را متهم کرد که در کریسمس به او تجاوز کرده‌است.

#### هفته پنجم

##### امبر هرد
پس از یک هفته استراحت، هرد شهادت خود را تکمیل کرد که شامل چندین عکس و ضبط صوتی بود. او گفت که دپ در طول ماه عسل در اورینت اکسپرس در سال ۲۰۱۵، او را زده و خفه کرده‌است. در نمونه‌ای دیگر، هرد شهادت داد که دپ پس از اطلاع از اینکه به او نقشی همراه با جیمز فرانکو پیشنهاد شده بود، او را زده و روی مبل انداخته‌است. او همچنین اظهار داشت که دپ گاهی اوقات به خودش صدمه می‌زند: «در دعواها او اغلب دست‌هایش را می‌برید یا چاقو را روی سینه‌اش می‌گرفت [...] او سیگار را هم روی خودش خاموش می‌کرد.»
طبق شهادت هرد سوء مصرف مواد دپ در اوایل سال ۲۰۱۶ تشدید شد و او شروع به تجربه توهمات افرادی کرد که در آنجا نبودند و هرد را متهم به گفتن چیزهایی کرد که او نگفته بود. او شهادت داد که خشونت «اکنون عادی است و چیز خاصی نیست» و می‌ترسید که اگر او را ترک نکند، «زنده نخواهد ماند.» او شهادت داد که در روز تولدش در آوریل ۲۰۱۶، او و دپ با هم دعوا کردند که قبل از اینکه دپ یک بطری شامپاین را روی تابلویی پرتاب کند، «مرا روی زمین هل داد» و قبل از ترک کردن اتاق «مرا از ناحیهٔ شرمگاهی گرفت». او انکار کرد که صبح روز بعد با مدفوعی را در رختخواب دپ گذاشته باشد، در عوض اظهار داشت که علت آن سگشان بوده که «مشکلات کنترل روده» داشته‌است. او ادعا کرد که دپ با این ایده که او مقصر است وسواس داشت و این همان چیزی بود که آنها در می ۲۰۱۶ در مورد آن صحبت می‌کردند، زمانی که او ادعا کرد آخرین حادثه خشونت‌آمیز رخ داده‌است. او شهادت داد که دپ قبل از مداخله دوستش راکل پنینگتون و تیم امنیتی دپ، او را زده، تلفنش را به سمت صورتش پرتاب کرده و موهایش را گرفته‌است. هرد توضیح داد که با افسران پلیسی که فراخوانده شده بودند همکاری نکرد زیرا می‌خواست از دپ محافظت کند و نمی‌خواست این آزار علنی شود. عکس‌هایی به هیئت منصفه نشان داده شد که به نظر می‌رسید علائم قرمز و تورم روی صورت هرد نشان می‌داد. همچنین یک پیام متنی از طرف دپ به هیئت منصفه نشان داده شد که در آن او ظاهراً برای این حادثه عذرخواهی می‌کرد.
هرد شهادت داد که قفل‌های خانه‌اش را عوض کرد تا دپ نتواند به آنجا دسترسی پیدا کند، و از همین رو درخواست منع موقت کرد. او به تفصیل توضیح داد که چگونه از آرایش و یخ برای کبودی‌ها و سایر جراحات خود برای پنهان کردن آنها استفاده می‌کند. او همچنین اظهار داشت که همیشه وقتی در بیرون است آرایش می‌کند. هرد گفت که پول دپ را در طلاق نمی‌خواهد. او بعداً شهادت داد که دپ ۶۵ میلیون دلار در سال ۲۰۱۵ درآمد داشته‌است و اگر او می‌خواست، می‌توانست طبق قانون کالیفرنیا نصف آن را تصاحب کند. او گفت که متعهد شده بود که طلاق ۷ میلیون دلاری را به صورت اقساط اهدا کند، اما به دلیل شکایت دپ از وی با بیان اینکه مجبور شده‌است بیش از ۶ میلیون دلار را به عنوان هزینه‌های حقوقی خرج کند، مجبور شد در سال ۲۰۱۹ پرداخت آن را متوقف کند.
هرد شهادت داد که از زمانی که ادعاهای سوء استفاده علنی شد، او نقش‌هایش را از دست داده و مجبور شد برای ماندن در آکوامن (۲۰۱۸) بجنگد. او انکار کرد که مقاله دربارهٔ دپ است، اما دربارهٔ تجربیات او پس از درخواست طلاق. هرد همچنین شهادت داد که پس از اینکه وکیل دپ، آدام والدمن، ادعاهایی مبنی بر اینکه هرد کسی است که در سال ۲۰۲۰ از دپ سوء استفاده کرده‌است، مطرح کرد، قرارداد او با لورئال متوقف شده و کار تبلیغاتی او برای مینی‌سریال ایستادن (The Stand) لغو شد. او همچنین اظهار داشت که صحنه‌های او در آکوامن و پادشاهی گم‌شده که قرار است در سال ۲۰۲۳ اکران شود، به میزان قابل توجهی کاهش یافته‌است و از زمان اتهامات والدمن تنها در یک فیلم دیگر کار کرده‌است.

###### بازجویی متقابل
تحت بازجویی متقابل، وکیل دپ از هرد در مورد عدم صدمات قابل مشاهده در بسیاری از عکس‌های گرفته شده از او در زمانی که ادعا می‌کرد مورد آزار قرار گرفته‌است، سؤال کرد. هرد گفت این به این دلیل است که او آرایش کرده و از یخ برای کاهش تورم استفاده کرده‌است. او گفت که پس از ادعای تجاوز جنسی خود در مارس ۲۰۱۵ به دنبال مراقبت پزشکی نرفت زیرا نمی‌خواست به کسی بگوید. هرد همچنین اظهار داشت که پس از بسیاری از موارد به دلیل خجالت به دنبال مراقبت پزشکی نرفت، اما اظهار داشت که با درمانگر خود صحبت کرده‌است.
از هرد پرسیده شد که چرا با وجود ادعای علنی در مورد اهدای پول طلاق به خیریه، ماه‌ها پیش از شکایت دپ، هنوز کمک مالی خود را تکمیل نکرده‌است؛ او گفت که قصد دارد پس از اینکه دیگر مورد شکایت قرار نگیرد این کار را انجام دهد و واژه‌های «تعهد» و «اهدا کردن» را به صورت مترادف استفاده کرده‌است. وکیل دپ استدلال کرد که هرد از دپ نمی‌ترسید و از این از چیزهایی که دپ در صدا و یادداشت‌های عاشقانه به هرد نوشته‌است مشخص می‌شود. هرد پاسخ داد که «این مردی است که قصد کشتن من را داشت [...] این ترسناک است اما او شوهر من است.» همچنین به هیئت منصفه چاقویی که هرد در سال ۲۰۱۲ به دپ هدیه داده بود به عنوان شواهد ادعایی نشان داد که او از او نمی‌ترسید. هرد شهادت داد که او چاقو را در «بهترین زمان» رابطهٔ آنها زمانی که دپ هشیار بود به او داده بود. او حمله به دپ را انکار کرد، اما شهادت داد که گاهی مجبور بود از خود دفاع فیزیکی کند. او همچنین اظهار داشت که هم او و هم دپ به یکدیگر توهین کلامی می‌کردند. وکیل دپ ادعا کرد که هرد عکس‌های جراحاتش را از حادثه می ۲۰۱۶ با تغییر کنتراست تغییر داده‌است. هرد این موضوع را تکذیب کرد و گفت که تغییر نور بین دو عکس، به دلیل نور اتاقی است که آنها در آنجا گرفته شده‌اند تا چهره او را بهتر نشان دهد.

### بحث‌های پایانی

#### تیم حقوقی هرد
تیم حقوقی هرد دو استدلال اصلی داشت، اینکه دپ به هرد بدرفتاری کرده‌است، و اینکه حتی اگر او از او سوء استفاده نکرده باشد، مقاله افتراآمیز نبوده، زیرا نه به نام دپ و نه مستقیماً به اتهامات علیه او اشاره می‌کند. آنها به هیئت منصفه گفتند که «دربارهٔ پیامی که آقای دپ و وکلای او برای امبر و قربانیان آزار خانگی می‌فرستند فکر کنند». بنجامین روتنبورن، وکیل هرد، گفت: «اگر عکسی گرفته‌نشده، پس این اتفاق رخ نداده … اگر به دنبال مراقبت پزشکی نباشید، آسیبی ندیده‌اید.» او مدعی شد که دپ «نمی‌تواند و نمی‌خواهد مسئولیت آن را بپذیرد … همهٔ اینها تقصیر دیگران است.» او به هیئت منصفه گفت: «اگر امبر حتی یک بار مورد آزار و اذیت آقای دپ قرار باشد، برنده می‌شود.» او دپ را به «سرزنش قربانی در حالتی نفرت‌انگیز» متهم کرد.

#### تیم حقوقی دپ
تیم حقوقی دپ معتقد است که هرد در رابطه آنها سوءاستفاده‌گر اصلی بوده و اتهامات هرد علیه دپ نادرست است و زندگی او را نابود کرده‌است. آنها از هیئت منصفه خواستند که «زندگی‌اش را به او برگردانند». کامیل واسکوئز، وکیل دپ به هیئت منصفه گفت «شما باید یا همه چیز را باور کنید یا هیچ چیز را. یا آقای دپ واقعاً با یک بطری به خانم هرد در استرالیا حمله کرده، یا خانم هرد در آن جایگاه، جلوی همهٔ شما بلند شد و آن داستان وحشتناک سوءاستفاده را ساخت. یک عمل ظالمانه عمیق نه فقط به آقای دپ، بلکه همچنین نسبت به بازماندگان واقعی خشونت خانگی.» واسکوئز به دادگاه گفت که هرد «وارد این دادگاه شد تا عملکرد برجستهٔ عمر خود را ارائه دهد … و او آن را ارائه داد.»
واسکوئز همچنین استدلال کرد که هرد «پل‌ها را می‌سوزاند» و «دوستان نزدیکش برای او ظاهر نمی‌شوند»، زیرا به گفته واسکوئز، به غیر از خواهر هرد، هر فردی که از طرف هرد شهادت می‌دهد یک «کارشناس پولی» بوده‌است. در مقابل بسیاری از شاهدانی که برای شهادت دپ در دادگاه حاضر شدند داوطلبانه عمل کردند.

### مذاکرات هیئت منصفه
پس از پایان بحث از طرف تیم حقوقی هرد و دپ، مذاکرات هیئت منصفه در ۲۷ مه ساعت ۳:۰۰ بعد از ظهر آغاز شد. آنها مذاکرات را برای روز بعد تعطیل کردند و در ۳۱ مه از سرگرفته شد. هیئت منصفه توسط قاضی پنی آزکارات، پیش از آغاز بحث برای تعیین اینکه آیا افترا با سوءنیت واقعی رخ داده‌است، راهنمایی شد. برای مواجهه با سوءنیت واقعی (actual malice) هرد باید با آگاهی از نادرست بودن ادعاهایش، یا با بی‌توجهی به دروغ یا نادرست بودن آنها، مقاله را نوشته باشد.
در جریان مذاکرات در ۳۱ مه، هیئت منصفه هفت‌نفره از قاضی آزکارات پرسیدند که آیا کل مقاله یا فقط عنوان آن مورد نظر است - جایی که هرد ادعا می‌کند «در برابر خشونت جنسی صحبت کرده‌است». به هیئت منصفه دستور داده شد که فقط تیتر باید در نظر گرفته شود.
مذاکرات هیئت منصفه در ۱ ژوئن پنج روز مشورت به پایان رسید؛ قرار شد رای ساعت ۱۵:۰۰ بعد از ظهر اعلام شود ، اما تاخیرهایی وجود داشت.

## حکم دادگاه
هیئت منصفه به این نتیجه رسیدند که هر سه بیانیه از مقالهٔ هرد در واشینگتن پست دروغ بودند و با سوءنیت واقعی (actual malice) نوشته شده‌اند:
1. «من علیه خشونت جنسی صحبت کردم - و با خشم فرهنگمان مواجه شدم. این باید تغییر کند.»[ث]
2. «دو سال پیش، من تبدیل به یک شخصیت عمومی شدم که نماینده آزار خانگی بودم و تمام خشم فرهنگ‌مان را برای زنانی که در این مورد صحبت می‌کنند احساس کردم»[ج]
3. «من این موقعیت نادر را داشتم که ببینم که چگونه نهادها از مردان متهم به سوء استفاده محافظت می‌کنند»[چ]

هیئت منصفه ۱۰ میلیون دلار غرامت جبرانی به دپ و ۵ میلیون دلار غرامت جزایی از هرد به دپ اعطا کرد. با این حال، غرامت جزایی به دلیل محدودیت اعمال شده توسط قانون ایالت ویرجینیا به ۳۵۰٬۰۰۰ دلار کاهش یافت.
در رابطه با دعوای متقابل هرد، هیئت منصفه در دو مورد از سه بیانیهٔ مورد مناقشه که آدام والدمن وکیل سابق دپ در دیلی میل منتشر کرده بود، بیان کرد که این دو بیانیهٔ زیر افتراآمیز نیستند:
1. «امبر هرد و دوستانش در رسانه‌ها از اتهامات مربوط به خشونت جنسی جعلی هم به عنوان یک شمشیر و هم به عنوان یک سپر، بسته به نیازهایشان استفاده می‌کنند.»[ح]
2. «ما به آغازی از پایان حقه‌های خانم هرد علیه جانی دپ رسیده‌ایم»[خ]

با این حال هیئت منصفه بیانیهٔ زیر از والدمن را نادرست، افتراآمیز و با سوءنیت واقعی یافت:
۳. «این به سادگی فقط یک کمین بود، یک حقه. آنها برای آقای دپ مقدمه‌چینی کردند و با پلیس تماس گرفتند، اما اولین تلاش ناموفق بود. افسران پلیس به پنت هاوس آمدند، به‌طور کامل تفتیش و مصاحبه کردند و با مشاهدهٔ هیچ آسیبی به صورت و اموال، آنجا را ترک کردند؛ بنابراین امبر و دوستانش کمی شراب ریختند و مکان را به هم ریختند، داستان‌های خود را مستقیماً زیر نظر یک وکیل و روزنامه‌نگار دریافت کردند و سپس یک تماس دوم با پلیس گرفتند».
در نتیجه، به هرد ۲ میلیون دلار غرامت پرداخت شد، اما هیچ غرامت جزایی به او تعلق نگرفت.

## واکنش‌ها

### به محاکمه
این محاکمه توجه بسیاری از طرفداران دپ و هرد و همچنین عموم مردم را به خود جلب کرده‌است و به صورت زنده از رسانه‌های مختلف پخش شد.

#### رسانه‌های اجتماعی
بخش نظرات توسط برخی از خبرنگاران با یک جریان توییچ یا وی‌ام‌وی مقایسه شده‌است. کاربران نظرات خود را در چت در مورد این پرونده بیان کرده‌اند یا علیه دیگران که همین کار را انجام می‌دهند، با نظرات و میم‌های مشابه در توئیتر، تیک تاک و اینستاگرام درگیر شده‌اند. کلیپ‌های آزمایشی برای ایجاد الگوهای رفتاری و همچنین مجموعه‌ای از فیلم‌ها یا عکس‌العمل‌ها استفاده شده‌اند، که چندین ویدیو از این قبیل در فضای مجازی همه‌بین شده‌اند. آملیا تایت، روزنامه‌نگار روزنامه گاردین، این پرونده را «محاکمه‌ای از تیک‌تاک» خواند و اظهار داشت که این پرونده در رسانه‌های اجتماعی به «منبع کمدی» تبدیل شده‌است. این موضوع توسط سایر خبرنگاران نیز مورد توجه قرار گرفته‌است. چندین رسانه اشاره کرده‌اند که به نظر می‌رسد کسانی که در مورد محاکمه در رسانه‌های اجتماعی پست می‌کنند بیشتر از دپ حمایت می‌کنند. به گفته سانی هوندال از ایندیپندنت، بیشتر این تصاویر و ویدیوها دپ را به عنوان «خندان، خوشحال یا در حال خنداندن دیگران» به تصویر می‌کشند، در حالی که «هرد همیشه عصبانی یا گریان است». یک ویدئو، ابرکاتی از اعتراضات مکرر وکیل هرد به شهادت دپ، ۳۰ میلیون بازدید در تیک‌تاک، و ۱۵ میلیون بازدید در یوتیوب تا ۲۹ آوریل ۲۰۲۲ جمع‌آوری کرده‌است. سایر ویدئوهای همه‌بین شامل ویدیوهایی است که در آن کاربران شهادت هرد را تقلید می‌کنند یا به دلیل شهادت او در مورد سوءاستفاده جنسی «حالت‌های چهرهٔ برانگیخته» را نشان می‌دهند. چندین ادعای نادرست در مورد هرد نیز از طریق رسانه‌های اجتماعی منتشر شده‌است، از جمله ادعاهایی مبنی بر اینکه هرد در طول شهادتش از نقل قول‌های فیلم به عنوان افکار خودش، استفاده می‌کرد، مبنی بر استفاده از کوکائین در محاکمه، یا اینکه او از انتخاب‌های لباس از دپ کپی می‌کرد. پروفایل‌های وب‌ام‌دی دو تن از شاهدان هرد، روان‌پزشکان داون هیوز و دیوید اشپیگل، پس از حضورشان در طول محاکمه مورد هدف نظرات منفی قرار گرفته‌است.
بررسی نیوزویک از توییت‌هایی که در سال ۲۰۱۶ از نام بازیگران استفاده می‌کرد و حداقل ۱۰۰ بار لایک شده بود، حدود ۳۸ توییت را پیدا کرد که معیارها را برآورده می‌کردند و یکی از آن‌ها را حمایت می‌کرد. از ۱۹ آوریل ۲۰۲۲، یک مطالعه مشابه نشان داد که حداقل ۵۰۹ توییت پست شده‌است و معیارهای مطالعه ۲۰۱۶ را برآورده می‌کند، که اکثریت آنها از دپ حمایت می‌کنند. بازفید گزارش داد که بین ۲۵ آوریل تا ۲۹ آوریل ۲۰۲۲، ۱۶۶۷ پست با استفاده از هشتگ #JusticeForJohnnyDepp (عدالت برای جانی دپ) در فیس بوک آپلود شده‌است که در مجموع بیش از ۷ میلیون تعامل، یعنی لایک و اشتراک گذاری بین آنها وجود دارد. در همین حال، هرد نسبتاً تنها ۱۶ پست، با ۱۰۴۱۵ تعامل در پشتیبانی داشت. علاوه بر این در تیک تاک، ویدیوهای برچسب‌گذاری شده با #JusticeForAmberHeard (عدالت برای امبر هرد) بیش از ۲۱ میلیون بازدید ترکیبی دارند، در حالی که ویدیوهای برچسب‌گذاری شده با #JusticeForJohnnyDepp (عدالت برای جانی دپ) تا ۲۹ آوریل بیش از ۵ میلیارد بازدید ترکیبی داشته‌اند.
داده‌های جمع‌آوری شده توسط نیوزویپ از ۴ آوریل تا ۱۶ مه ۲۰۲۲ نشان می‌دهد که مقالات خبری در مورد محاکمه تعاملات رسانه‌های اجتماعی بیشتری را به ازای هر مقاله در ایالات متحده در مقایسه با سایر موضوعات مهم خبری، از جمله پیش‌نویس رای دادگاه عالی در مورد سقط جنین، حمله ۲۰۲۲ روسیه به اوکراین، تورم ۲۰۲۱–۲۰۲۲، یا ایلان ماسک ایجاد کرده‌است. داده‌های سیمیلاروب نشان داد که وب‌سایت‌های خبری سرگرمی مانند پیپل، یواس ویکلی و نیویورک پست شاهد افزایش ترافیک بین ۹ تا ۲۲ درصدی برای ماه آوریل ۲۰۲۲ نسبت به آوریل ۲۰۲۱ بودند. کانال یوتیوب Law & Crime که محاکمه را پخش کرد، در مقایسه با قبل از محاکمه، ۵۰ برابر افزایش بازدید روزانه در برنامه خود داشته‌است؛ ریچل استاکمن، رئیس این شبکه اظهار داشت که میزان مصرف پوشش محاکمه دپ در برابر هرد به‌طور قابل توجهی بیشتر از محاکمه درک شووین در ژوئن ۲۰۲۱ بود. با توجه به موارد فوق، آکسیوس به این نتیجه رسید که محاکمهٔ دپ در برابر هرد «اولین محاکمه بزرگی است که در عصر تیک‌تاک همه‌بین شده‌است.»
یک دادخواست اینترنتی در Change.org برای حذف امبر هرد از آکوامن و پادشاهی گم‌شده توجه همگان را جلب کرده و خصوصاً در پی اعلام حکم نهایی دادگاه باری دیگر مورد توجه قرار گرفت و تا ژوئن ۲۰۲۲ از ۴٬۵ میلیون امضا پیشی گرفته است.

#### کامیل واسکز
در طول دادگاه، بسیاری توجه خود را بر تیم حقوقی جانی دپ، به ویژه کامیل واسکز متمرکز کرده‌اند. واسکز در روز شانزدهم محاکمه، هرد را مورد بازجویی متقابل قرار داد و ویدئوهایی از این بازجویی در فضای مجازی همه‌بین شدند. یک ویدیوی تیک‌تاک هرد را نشان می‌داد که به نظری که واسکز به دادگاه ارائه کرده بود پاسخ می‌داد، در حالی که هنوز هیچ سؤالی مطرح نشده بود؛ این ویدئو تا ۲۲ مه بیش از ۱٫۲ میلیون بازدید و ۱۰۹٬۰۰۰ لایک دریافت کرد. بسیاری از نظرات زیر این ویدئو از سوی کاربرانی است که از واسکز و بیان و درک حقوقی او تمجید می‌کنند. فن پیج‌هایی (Fan page) در تیک‌تاک و اینستاگرام ایجاد شدند که برخی از آن‌ها ده‌ها هزار دنبال‌کننده دارند. در تیک‌تاک، هشتگ #Camillevasquez بیش از ۹۴۴ میلیون بازدید دارد.
واسکز پس از بازجویی متقابل از هرد، دپ را در آغوش گرفت. در ۱۸ مه، خبرنگاری از اسپلش نیوز تلاش کرد از واسکز در مورد «شایعات» قرار ملاقات او و دپ سؤال کند و ادعا کرد که این شایعات در سراسر اینترنت منتشر شده‌است؛ واسکز از این اظهار نظر خنده‌اش گرفت که بعداً در تی‌ام‌زی پست شد. منابع «مرتبط با کامیل واسکز» بیان کردند که این جفت «قطعاً قرار ملاقاتی ندارند.»

#### شرکت‌ها
در طی بیانیه‌های افتتاحیه یکی از وکلای هرد یک پالت آرایش کانسیلر جمع و جور را در دست گرفت که اظهار داشت: «این چیزی است که امبر در تمام رابطه با جانی دپ در کیفش حمل می‌کرد… این چیزی بود که او برای برای پوشش هرگونه کبودی استفاده می‌کرد. او در این کار بسیار ماهر شده بود.» , به نظر می‌رسد که پالت کانسیلر پلاس از لوازم آرایشی میلانی را در دست دارد، اگرچه مشخص نیست که آیا این کالا به معنای آن مارک خاص است یا به‌طور کلی به یک نمونه عمومی برای یک محصول فشرده اشاره می‌کرد. به دنبال آن، شرکت میلانی ویدیویی را در تیک‌تاک منتشر کرد که می‌گفت هرد هرگز نمی‌توانست از این محصول خاص برای پوشش هرگونه کبودی ادعایی در طول رابطه استفاده کند، زیرا این محصول تا دسامبر ۲۰۱۷ منتشر نشده بود. فروشندگان در بازارهای اینترنتی مانند ردبابل و اتسی نیز شروع به فروش کالاهای مرتبط با محاکمه کرده‌اند، مانند تی شرت و لیوان با شعار «عدالت برای جانی».

#### تماشاگران دادگاه
با توجه به اینکه هر روز فقط ۱۰۰ تماشاگر می‌توانستند انتخاب شوند، یک سیستم مچ بند هر روز ساعت ۷:۰۰ صبح منتشر می‌گردید. جمعیت خارج از دادگاه دپ را به هنگام ورودش تشویق کردند، در حالی که هرد توسط آنها مورد طعنه و هو کردن قرار گرفت. در چهارمین روز محاکمه، دو طرفدار دپ زمانی که مشخص شد هرد را به صورت آنلاین تهدید به مرگ کرده‌اند، از دادگاه خارج شدند.
یک زن در آخرین هفتهٔ محاکمه پس از ایستادن و فریاد زدن «این بچه مال توست!» در مقابل دپ که ادعا می‌کرد دلبر اوست، از اتاق دادگاه خارج شد. یکی از تماشاگران به دلیل ناتوانی در کنترل خندهٔ خود در جریان دادگاه، مجبور به ترک شد. یکی از طرفداران، برای کسانی که وارد دادگاه نمی‌شوند بارها دو آلپاکا خودش را آورده‌است تا دپ را قبل و بعد از دادگاه خوشحال کند؛ دیگر طرفداران و بخشی از تیم حقوقی دپ تعاملی با آنها داشتند. این در پاسخ به موافقت وکیل هرد با دپ بود که او هرگز روی فیلم دیگری از دزدان دریایی کارائیب کار نخواهد کرد، حتی اگر دیزنی به او ۳۰۰ میلیون دلار و یک میلیون آلپاکا پیشنهاد دهد.

### به حکم

#### واکنش دپ
دپ به نتیجه دادگاه واکنش نشان داد و گفت: «هیئت منصفه زندگیم را به من پس دادند. من واقعاً سپاسگزار هستم.» دپ همچنین اظهار داشت که «از این همه عشق و حمایت و مهربانی عظیم از سراسر جهان غرق شده‌است». وی ادامه داد: «امیدوارم تلاش من برای بیان حقیقت به دیگر افراد چه مرد و چه زن که در موقعیت من قرار گرفته‌اند کمک کرده باشد و کسانی که از آنها حمایت می‌کنند هرگز تسلیم نشوند.» دپ همچنین بر «کار نجیب قاضی، هیئت منصفه، کارکنان دادگاه و کلانترها که زمان خود را برای رسیدن به این نقطه فدا کرده‌اند» تأکید کرد و از «تیم حقوقی کوشا و تزلزل‌ناپذیر» خود برای این «کار خارق‌العاده» تمجید کرد.

#### واکنش هرد
دقایقی پس از صدور حکم، هرد بیانیه‌ای منتشر کرد که «دلش شکسته بود که کوه شواهد هنوز برای ایستادگی در برابر قدرت، نفوذ و نوسان نامتناسب شوهر سابقم کافی نبود.» او این حکم را یک «پسرفت» برای زنان توصیف کرد و توضیح داد که «ساعت را به زمانی برمی‌گرداند که زنی که صحبت می‌کرد می‌توانست علناً شرمنده و تحقیر شود»، و اینکه «جدی‌گرفتن خشونت علیه زنان را به عقب می‌اندازد.» و همچنین ابراز تاسف کرد که «به نظر می‌رسد حقی را که به عنوان یک آمریکایی فکر می‌کردم دارم، از دست داده‌ام - اینکه آزادانه و آشکارا صحبت کنم».
پس از محاکمه، سخنگوی هرد گفت که قصد دارد به این تصمیم اعتراض کند. وکیل هرد، الین بردهافت، گفت که هرد  «دلایلی عالی» برای درخواست تجدیدنظر دارد و «حتماً باید» اینکار را انجام دهد، او «به هیج وجه» نمی‌تواند خسارتی را که به دپ بدهکار است بپردازد.